# Alejandro Domínguez
Pour les articles homonymes, voir Domínguez.
Pour le footballeur mexicain, voir Alejandro Domínguez (football, 1961).
Alejandro Damián Domínguez, né le 10 juin 1981 à Lanús, est un footballeur argentin. Il joue au poste d'avant centre, mais aussi parfois de milieu offensif.

## Biographie
Alejandro Domínguez commence sa carrière professionnelle au Quilmes AC, argentin de première division dans lequel il a effectué toute sa formation. Après une bonne première saison à l'âge de 19 ans (6 buts en 25 matchs, souvent en tant que remplaçant), Alejandro Domínguez s'engage au club de River Plate. Mais en trois ans, il ne dispute que 29 matches, inscrivant 9 buts. 
À la fin de la saison, Alejandro Domínguez signe, à la surprise générale, au Rubin Kazan, un club de première division russe où il marquera 21 buts en deux saisons. En 2007, le Roubine Kazan cède Alejandro Domínguez au Zénith Saint-Pétersbourg pour près de sept millions d'euros. Mais c'est un échec pour l'Argentin qui ne joue pas dans l'effectif de qualité du Zénith, et qui retourne donc à Kazan. 
Élu meilleur joueur du championnat russe en fin de saison, il signe le 14 décembre 2009 au Valence CF un contrat de trois ans et demi sans aucune indemnité de transfert.
Après une saison de prêt à River Plate, il s'engage pour une saison au Rayo Vallecano.

## Palmarès

### En club
- Coupe UEFA :
  - Vainqueur : 2008
- Supercoupe de l'UEFA : 
  - Vainqueur : 2008
- Championnat de Russie :
  - Champion : 2007 et 2009
- Supercoupe de Russie :
  - Vainqueur : 2008
- Championnat de Grèce :
  - Vainqueur : 2014, 2015, 2016 et 2017
- Coupe de Grèce :
  - Vainqueur : 2015

### International
- Coupe du monde des moins de 20 ans :
  - Vainqueur : 2001

### Distinctions personnelles
- Joueur de l'année du Championnat de Russie : 2009[5]